# Vandtårnet ved Ringgadebroen
Vandtårnet ved Ringgadebroen i Aarhus er et tidligere vandtårn opført og benyttet af De Danske Statsbaner. Tårnet blev i 1990 solgt til Boligforeningen Fagbo, som ombyggede det til kontor- og beboerlokaler.
Tårnet havde kapacitet til 100 m3 og er 12 meter højt. Det er en kopi af Vandtårnet ved Sorø Station, der i dag er fredet, og er tegnet af daværende overarkitekt hos DSB, K.T. Seest. Bygningen er ottekantet og opført i røde mursten i forbindelse med Århus Hovedbanegård.
Den 22. september 1944 blev tårnet ødelagt af sabotører. 
Tårnet og den tilstødende bygning anvendes i dag til private formål, pt. Har den sociale retshjælp til huse i selve tårnbygningen, der er indrettet som kontor.